# USS Williamsburg (AGC-369)
USS Williamsburg (PG-56/AGC-369) − amerykańska kanonierka z okresu II wojny światowej, zarekwirowany i przebudowany prywatny jacht motorowy „Aras”, w 1945 roku przystosowany do pełnienia funkcji reprezentacyjnego jachtu prezydenckiego. W latach 60. użytkowany jako statek badawczy „Anton Bruun”, po uszkodzeniu został przekazany Administracji Żeglugi. Po nieudanych próbach wyremontowania we Włoszech, został wystawiony na sprzedaż.

## Historia
Stępkę pod duży jacht motorowy „Aras”, na zamówienie Hugh J. Chisholma, przemysłowca z branży celulozowej, położono w stoczni Bath Iron Works 19 marca 1930 roku. Wodowanie odbyło się 8 grudnia tegoż roku, a przekazanie właścicielowi 15 stycznia 1931 roku. Dziesięć lat później, 24 kwietnia 1941 roku, został zarekwirowany przez US Navy i przeznaczony do roli kanonierki patrolowej. Nadano mu przy tym nową nazwę: USS „Williamsburg” (PG-56), od miasta Williamsburg w stanie Wirginia.
Przebudowy na okręt wojenny dokonała pomiędzy czerwcem a październikiem 1941 roku stocznia Brewer Drydock and Repair Co. w Brooklynie. 7 października na kanonierce podniesiono banderę US Navy, po czym przeszła ona do Norfolk Navy Yard celem dokonania ostatecznych prac wyposażeniowych, zakończonych 2 grudnia 1941 roku. 6 grudnia nowy nabytek amerykańskiej floty zawinął do Halifaksu, skąd po dwudniowym pobycie wypłynął w kierunku Islandii. Do Reykjavíku dotarł w drugiej połowie grudnia i wkrótce został przystosowany do pełnienia roli okrętu sztabowego dla dowódcy tworzonej tam bazy US Navy, kontradmirała Jamesa L. Kauffmana. Funkcję tę wypełniał do połowy maja 1942 roku, kiedy admirał, wraz ze swym sztabem, przenieśli się do pomieszczeń dowódczych na lądzie.
18 maja na pokład „Williamsburga” zaokrętował się generał Charles H. Bonesteel III, odbywający wraz ze sztabem inspekcje baz lądowych, zakładanych przez Amerykanów na przybrzeżnych islandzkich wyspach. Pod koniec miesiąca, po powrocie do Reykjavíku i normalnej służby liniowej, kanonierka osłaniała uszkodzony frachtowiec „Gemini”, holowany do Islandii. Okręt pozostawał na wodach północnych do lutego 1943 roku, patrolując tamtejszy akwen. Do specjalnych zadań, które wypełniał w tym okresie, należały: kolejna podróż inspekcyjna z oficerami US Army na pokładzie; transport 28 skrzyń załadowanych sztabami złota o łącznej wartości przekraczającej 1,5 milina dolarów; przewożenie grupy aktorów, dających przedstawienia dla żołnierzy pomiędzy amerykańskimi bazami i wspólne z Brytyjczykami ćwiczenia przeciwpodwodne. „Williamsburg” opuścił Islandię 7 lutego 1943 roku, by przez St. John’s dotrzeć do stoczni Bethlehem Steel w Hoboken na przegląd.
Od kwietnia 1943 do czerwca 1945 roku „Williamsburg” pozostawał na wodach Wschodniego Wybrzeża, pełniąc przez pewien czas funkcję okrętu flagowego dowódcy Szkolenia Operacyjnego Floty Atlantyckiej (Fleet Operational Training Command, Atlantic Fleet), kontradmirała Donalda B. Beary'ego. 10 lipca 1945 roku został skierowany do Norfolk Navy Yard, gdzie miano go przebudować po raz kolejny, tym razem na okręt dowodzenia siłami desantowymi na Pacyfiku. Ponieważ w trakcie pobytu jednostki w stoczni Japonia skapitulowała, zmieniono jej przeznaczenie na nowy jacht prezydencki, dla zastąpienia starego USS „Potomac”. Pozostawiono przy tym sygnaturę AGC-369, przewidzianą dla okrętu dowodzenia desantem. W nowej roli „Williamsburg” wszedł do służby 5 listopada 1945 roku.
Jacht był intensywnie wykorzystywany przez prezydenta Harry’ego S. Trumana, który gościł na jego pokładzie między innymi premierów Winstona Churchilla, Clementa Attleego, prezydenta Miguela Alemána Valdésa i generała George’a Marshalla. Kolejny prezydent, Dwight Eisenhower, odbył na „Williamsburgu” jedyny rejs do Yorktown, Norfolk i Annapolis. 30 czerwca 1953 roku jacht został wycofany ze służby i odstawiony w Newport. 1 kwietnia 1962 roku skreślono go z listy floty i po kilku miesiącach przekazano National Science Foundation.

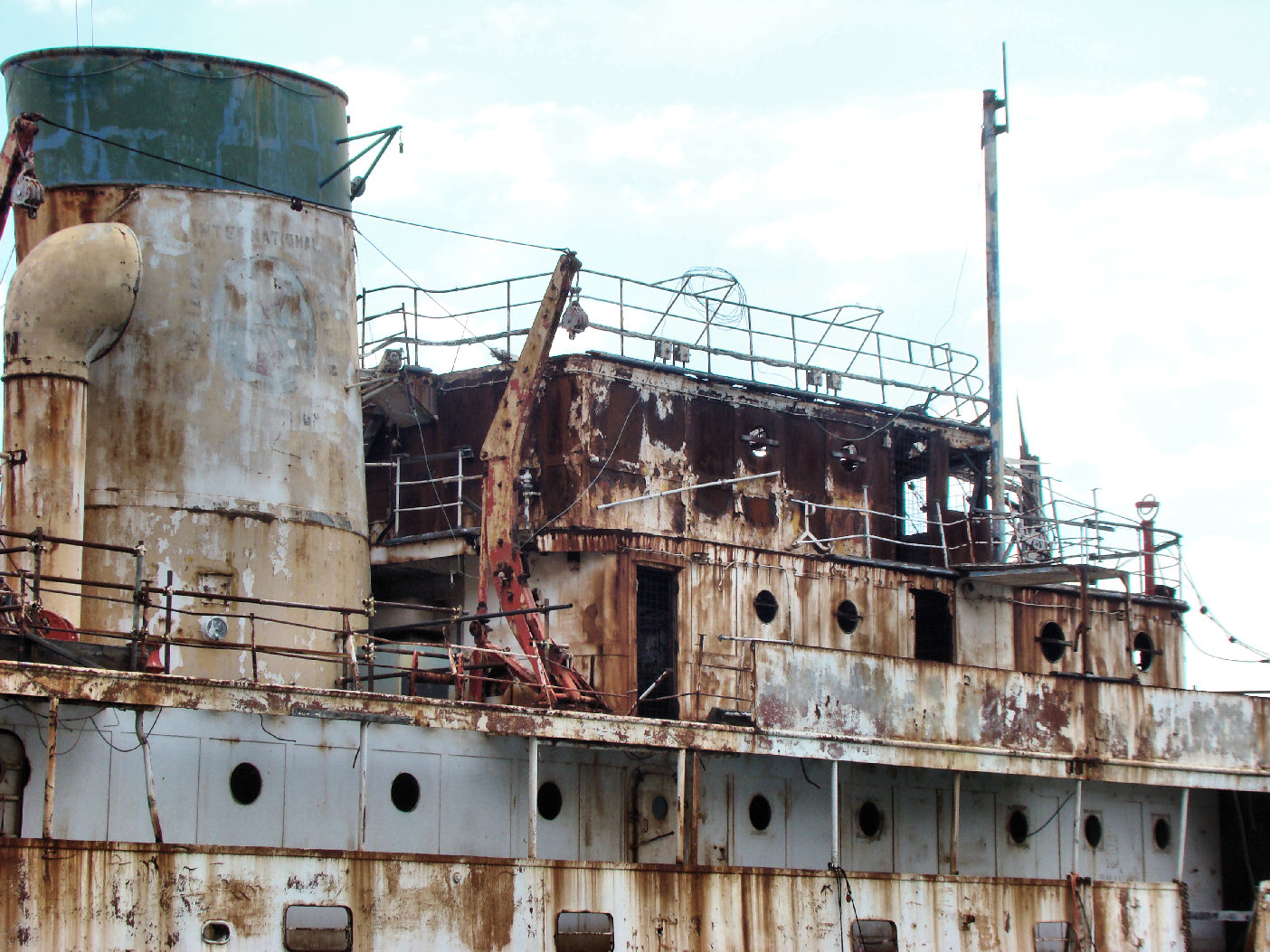
Kadłub „Williamsburg” w La Spezia, 2008

Nowy armator przystosował jednostkę do roli statku badawczego Instytutu Oceanografii w Woods Hole (Woods Hole Oceanographic Institution), nadając mu nazwę „Anton Bruun”, na cześć zmarłego rok wcześniej duńskiego oceanografa i ichtiologa Antona Frederika Bruuna. Do 1968 roku jacht był intensywnie wykorzystywany w rejsach badawczych na Oceanie Indyjskim i Pacyfiku. Poważnie uszkodzony w wyniku niekontrolowanego zatonięcia suchego doku, w którym był remontowany, został wycofany z użycia w związku z nieopłacalnością ewentualnej odbudowy. Plany sprzedaży go do Indii bądź przebudowy na pływający kompleks rekreacyjno-hotelowy przez US Maritime Administration również okazały się nierealne, wobec czego w 1982 roku statek został przekazany organizacji Presidential Yacht Trust a później USS Williamsburg Preservation Society. Przeholowany w 1994 roku do włoskiego La Spezia miał być poddany kompleksowemu remontowi, który nie doszedł do skutku z przyczyn finansowych. Znajdujący się w złym stanie technicznym kadłub został w końcu wystawiony na sprzedaż i oczekuje na nabywcę.

## Opis konstrukcji
Kadłub USS „Williamsburg” miał długość całkowitą 74,3 m, szerokość maksymalną 10,97 m i zanurzenie 4,27 m. Jego wyporność pełna w konfiguracji kanonierki wynosiła 1805 ton standardowych (ts), jako jacht prezydencki 1867 ts. Napęd stanowiły dwa silniki wysokoprężne Winton o łącznej mocy 1100 bhp, nadające jednostce prędkość maksymalną 13,5 węzła.
Uzbrojeniem PG-56 były dwa pojedyncze działa kal. 76 mm, sześć wielkokalibrowych karabinów maszynowych Browning kal. 12,7 mm, dwa karabiny maszynowe Lewis kal. 7,62 mm, dwie wyrzutnie i miotacz Mk 5 dla bomb głębinowych.
Załoga w latach 1941−1945 składała się z 6 oficerów oraz 75 podoficerów i marynarzy. W roli jachtu prezydenckiego „Williamsburg” miał załogę liczącą 15 oficerów oraz 110 podoficerów i marynarzy wraz z obsługą hotelową, a dodatkowo 14 miejsc w kabinach dla członków świty prezydenta.